# Мир (кімберлітова трубка)

Алмазоносна трубка "Мир"

Кімберлітова трубка "Мир" — кар'єр, розташований у місті Мирний, Якутія. Кар'єр має глибину 525 м і діаметр 1,2 км, є одним з найбільших у світі кар'єрів. Видобуток алмазоносної кімберлітової руди припинено в червні 2001 року.
На даний час ведеться будівництво підземного рудника з однойменною назвою, для відпрацювання підкар'єрних залишків, виїмка яких відкритим способом нерентабельна.

## Історія
Кімберлітова трубка "Мир" була відкрита 13 червня 1955 року геологами Амакінської експедиції Ю. І. Хабардіним, Е. Н. Елагіна та В. П. Авдеєнко. Знаменита радіограма, передана ними керівництву експедиції про виявлення кімберліту, була кодованою:

Закурили трубку мира зпт табак отличный тчк Авдеенко зпт Елагина зпт Хабардин тчк

У 1957 році почався видобуток алмазів відкритим способом, що тривав 44 роки (до червня 2001). Поруч з кар'єром утворилося місто Мирний, яке стало центром радянської алмазодобувної промисловості.
За роки розробки відкритим (кар'єрним) способом з родовища видобуто алмазів, за неофіційними даними, на 17 млрд доларів США, вивезено близько 350 млн м³ породи.
За відкриття трубки «Мир» Ю. І. Хабардін удостоєний Ленінської премії, Е. Н. Елагіна була нагороджена почесною грамотою та дипломом «Першовідкривач родовища», а також стала почесним громадянином м. Мирного.

## Відео
- http://www.youtube.com/watch?v=Yl21Vbkvi0w&feature=related